# Eugénie Doche
Eugenie Doche, född 1821, död 1900, var en belgisk skådespelare. 
Hon hade en framgångsrik karriär som Vaudeville mellan 1837 och 1874, med bas i Frankrike och turnéer i Schweiz, England och Belgien.